# 21

## Úmrtí
- Arminius – náčelník kmene Cherusků

## Hlava státu
- Římská říše – Tiberius (14–37)
- Parthská říše – Artabanos II. (10/11–38)
- Kušánská říše – Heraios (1–30)
- Čína, dynastie Chan (206 př. n. l. – 220 n. l.) – Wang Mang (8–23)
- Markomani – Marobud (?–37)